# NGC 6646
NGC 6646 (другие обозначения — UGC 11258, MCG 7-38-8, ZWG 228.10, PGC 61944) — спиральная галактика (Sa) в созвездии Лира.
Этот объект входит в число перечисленных в оригинальной редакции «Нового общего каталога».